# Campodorus laevipectus
Campodorus laevipectus là một loài tò vò trong họ Ichneumonidae.